# Bojan Letić
Bojan Letić (Brčko, 21 dicembre 1992) è un calciatore bosniaco, difensore del Sabah.

## Carriera

### Club
Ha giocato nella prima divisione dei campionati bosniaco, slovacco e ceco, per poi trasferirsi al Mirandés nella seconda serie spagnola.

### Nazionale
Ha giocato nella nazionale bosniaca Under-21.

## Palmarès

### Club

#### Competizioni nazionali
- Campionato slovacco: 1

Žilina: 2016-2017
- Coppa d'Azerbaigian: 1

Sabah: 2024-2025